# Acalyptris lorantivora
Acalyptris lorantivora là một loài bướm đêm thuộc họ Nepticulidae. Nó được miêu tả bởi Janse năm 1948. Nó được tìm thấy ở Nam Phi (Nó đã dược miêu tả ở the Cape Province).
Ấu trùng ăn Boscia oleoides.